# Psammophis condanarus
Psammophis condanarus е вид влечуго от семейство Lamprophiidae. Видът не е застрашен от изчезване.

## Разпространение и местообитание
Разпространен е в Бангладеш, Виетнам, Индия, Индонезия, Камбоджа, Лаос, Мианмар, Непал, Пакистан и Тайланд.
Обитава гористи местности, места с песъчлива почва, ливади и храсталаци.

## Описание
Популацията на вида е стабилна.